# 신대로
 신대로(Sindae-ro)는 제주특별자치도 제주시 연동 신제주입구교차로에서 제주시 연동 신시가지 입구 교차로를 잇는 도로이다.

## 주요 경유지
제주특별자치도
- 제주시 (연동)

## 노선
| 이름                | 접속 노선                         | 소재지 | 소재지 | 비고 |
| ------------------- | --------------------------------- | ------ | ------ | ---- |
| 신제주입구 교차로   | 지방도 제1139호선 (도령로) 공항로 | 제주시 | 연동   |      |
| 마리나사거리        | 연삼로                            | 제주시 | 연동   |      |
| 신제주로터리        | 삼무로                            | 제주시 | 연동   |      |
| 연동사거리          | 노연로 선덕로                     | 제주시 | 연동   |      |
| 신시가지입구 교차로 | 연북로 과원로                     | 제주시 | 연동   |      |

## 주요 건물 및 시설
- 농협 제주시지부 (신대로 110/연동 303-1)
- 한국국토정보공사 제주지역본부 (신대로 118/연동 303-3)